# Heli Rantanen
Heli Orvokki Rantanen (Lammi, 26 februari 1970) is een voormalige Finse atlete, die is gespecialiseerd in het speerwerpen. Op deze discipline werd ze olympisch kampioene en zesmaal Fins kampioene.

## Biografie
Haar debuut bij de senioren maakte Heli Rantanen in 1990 bij de Europese kampioenschappen in Split. Hier werd ze bij het speerwerpen twaalfde. Op het WK 1991 in Tokio een jaar later werd ze negende met 60,96.
In 1992 maakte ze haar olympische debuut bij de Olympische Spelen van Barcelona. Met 60,34 m kwalificeerde ze zich met voor de finale. In de finale steeg ze boven zichzelf uit en behaalde met 65,04 een vierde plaats. Terwijl de Wit-Russische Natalja Schikolenko de wedstrijd met 67,56 m overduidelijk won, wierpen de tweede geëindigde Roemeense Felicia Tilea (65,22) en haar landgenote Mikaela Ingberg (65,16) slechts een paar centimeter verder.
Vier jaar later op de Olympische Spelen van 1996 in Atlanta beleefde ze haar hoogtepunt van haar sportcarrière. Met een persoonlijk record van 66,54 werd ze in de kwalificatieronde tweede achter Tilea. In de finale kon ze zichzelf opnieuw verbeteren en won met 67,94 de olympische titel. De Australische Louise McPaul en Noorse Trine Hattestad wonnen respectievelijk het zilver en brons. De Finse atleten wonnen reeds eerder vele gouden medailles op de Olympische Spelen bij het speerwerpen en langeafstandslopen. Toch was Heli Rantanen de eerste atlete in de 100-jarige olympische geschiedenis die voor Finland goud won.
In haar actieve tijd was ze aangesloten bij Lammin Säkiä.

## Titels
- Olympisch kampioene speerwerpen - 1996
- Fins kampioene speerwerpen - 1991, 1992, 1995, 1996, 1997, 1998

## Persoonlijk record
| Onderdeel   | Prestatie | Datum        | Plaats  |
| ----------- | --------- | ------------ | ------- |
| speerwerpen | 67,94 m   | 27 juli 1996 | Atlanta |

## Palmares

### Speerwerpen
- 1990: 12e EK - 53,98 m
- 1991:  Europacup B - 60,12 m
- 1991: 9e WK - 60,96 m
- 1992: 6e Olympische Spelen van Barcelona - 62,34 m
- 1993: 11e WK - 53,14 m
- 1995: 4e WK - 65,04 m
- 1996:  Olympische Spelen van Atlanta - 67,94 m
- 1997: 10e WK - 62,64 m
- 1998: 5e EK - 62,34 m

1932: Babe Zaharias ·
1936: Tilly Fleischer ·
1948: Herma Bauma ·
1952: Dana Zátopková ·
1956: Inese Jaunzeme ·
1960: Elvīra Ozoliņa ·
1964: Mihaela Peneș ·
1968: Angéla Németh ·
1972: Ruth Fuchs ·
1976: Ruth Fuchs ·
1980: María Colón ·
1984: Tessa Sanderson ·
1988: Petra Felke ·
1992: Silke Renk ·
1996: Heli Rantanen ·
2000: Trine Hattestad ·
2004: Osleidys Menéndez ·
2008: Barbora Špotáková ·
2012: Barbora Špotáková ·
2016: Sara Kolak ·
2020: Liu Shiying ·
2024: Haruka Kitaguchi